# Chlamydatus saltitans
Chlamydatus saltitans is een wants uit de familie van de blindwantsen (Miridae). De soort werd het eerst wetenschappelijk beschreven door Carl Fredrik Fallén in 1807.

## Uiterlijk
De ovale, donkerbruin tot zwarte wants heeft onvolledige vleugels (brachypteer) en kan 2 tot 2,5 mm lang worden. Er komen ook langvleugelige varianten voor, die worden iets langer, 2,5 tot 3 mm. De antennes zijn net als de kop, het halsschild en het scutellum volledig zwart. De pootjes zijn roodbruin met uitzondering van de dijen waarvan alleen de top roodbruin is en de rest zwart. De schenen hebben zwarte stekeltjes. Het lichaam is bedekt met kleine gele haartjes en het voorste deel van de zwarte voorvleugels is lichtbruin. Vooral dit laatste kenmerk is een goed onderscheid met de andere soorten uit het genus Chlamydatus die veel op elkaar lijken. De wantsen kunnen ook verward worden met de soorten uit het genus Halticus maar die hebben duidelijk langere antennes.

## Leefwijze
De soort overwintert als eitje en kent twee generaties per jaar. Van april tot oktober worden de volwassen wantsen gevonden op klaversoorten als witte klaver (Trifolium repens) en hopklaver (Medicago lupulina) maar ook op gewoon varkensgras (Polygonum aviculare) en ooievaarsbek (Geraniaceae) op droge, zandige plekken met lage kruiden en grassen.

## Leefgebied
In Nederland is de soort zeer algemeen. Het verspreidingsgebied is verder Palearctisch, van Europa, Azië en het Verre Oosten.